# KAddressBook
KAddressBook je osobní adresář pro KDE. Je plně integrován do programu Kontact - správce osobních informací. Umožňuje zadávat širokou škálu vlastností každému kontaktu a umožňuje vytvářet vlastní typy vlastností. KAddressBook je přímo svázán s ostatními aplikacemi obsaženými v Kontactu.

## Vlastnosti
- Export a import vizitek v vCard formátu
- Využívá DCOP pro komunikaci s ostatními aplikacemi
- Provázaný s Kmailem a Kopete rovněž jako Kontact
- Přizpůsobitelné položky a kategorie
- Automatické formátování jmen
- Prohledávání adresáře pomocí filtrů
- Spolupracuje s LDAP databází obsahující informace o osobách

## Speciality
- Zadávání souřadnic kontaktu (široký výběr světových měst i mapa světa)
- Audio klip u kontaktu
- Fotka a logo pro kontakt

Zadaná fotka je používána i v KMailu, je zobrazena o příchozí zprávy v záhlaví.
Lze také například u kalendáře při zadávání akce vybírat kontakty, které se mají účastnit této akce a nabízí odeslání informačního emailu vybraným lidem.